# Nicon aestuariensis
Nicon aestuariensis är en ringmaskart som beskrevs av Knox 1951. Nicon aestuariensis ingår i släktet Nicon och familjen Nereididae.
Artens utbredningsområde är havet kring Nya Zeeland. Inga underarter finns listade i Catalogue of Life.